# ماكس أبراموفيتز
ماكس أبراموفيتز Max Abramovitz (23 مايو 1908 - 23 سبتمبر 2004) هو معماري أمريكي. 
اشتهر بعمله مع شركة هاريسون وأبراموفيتز في مدينة نيويورك. صمم معظم المباني الرئيسية في حرم جامعة برانديس خلال عقد الثمانينات.